# Raimondo di Aguilers
Raimondo di Aguilers (Raimundus de Aguilers o de Agiles) (fl. XII secolo) è stato un cronachista della Prima Crociata (1096-1099).
Egli era al seguito dell'esercito crociato provenzale che il conte Raimondo IV di Tolosa condusse fino a Gerusalemme.
Ricevette un'educazione religiosa in un monastero di Vézelay, le sue tracce si perdono dopo la conquista di Gerusalemme, della quale conquista ci ha lasciato il famoso passo: 
In quanto testimone oculare degli eventi, è uno dei più importanti cronachisti della Prima Crociata, anche se per la gran parte descrive visioni e miracoli dei crociati, per esempio la scoperta della Sacra Lancia da Pietro Bartolomeo. 
Per questa ragione alcuni storici moderni non lo considerano molto affidabile, ma la sua descrizione della conquista di Antiochia (del 1097-1098) potrebbe essere il solo racconto autentico di questo evento.
La sua opera, Historia Francorum qui ceperunt Iherusalem, fu probabilmente scritta insieme al cavaliere vivarese Ponzio de Baladuno, almeno per gli avvenimenti precedenti all'assedio di Arqa (1099), dove trovò la morte.